# Goharshadmoskee

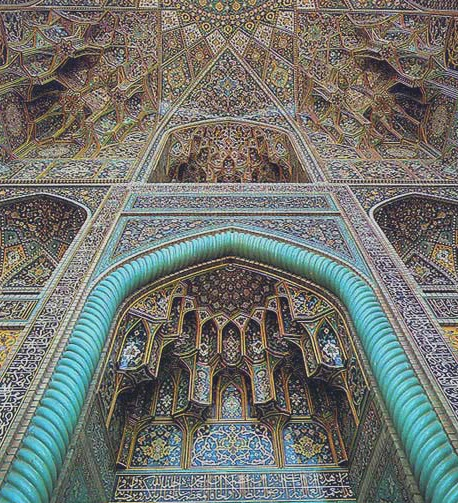
Interieur van de Goharshad-moskee

De Goharshad-moskee (Perzisch: مسجد گوهرشاد) is een voormalige vrijstaande moskee in Mashhad, gelegen in de provincie Razavi-Khorasan, (Iran), die nu bestemd is als een van de gebedshallen behorend tot het Imam Reza-schrijncomplex.
Het werd gebouwd in opdracht van keizerin Goharshad, de vrouw van Shah Rukh van de Timoeridendynastie in 1418. De architect van het gebouw was Ghavameddin Shirazi, die meer grote gebouwen in opdracht van Shah Rukh ontworpen heeft. De moskee onderging een aantal renovaties tijdens het Safawiden- en Kadjarentijdperk.
De moskee heeft vier iwans en een binnenplaats van 50 meter bij 55 meter, evenals verschillende shabestans.  De dubbel gelaagde koepel van de moskee werd zwaar beschadigd in 1911 door bombardementen door troepen van het Russische Rijk.